# Benteszina

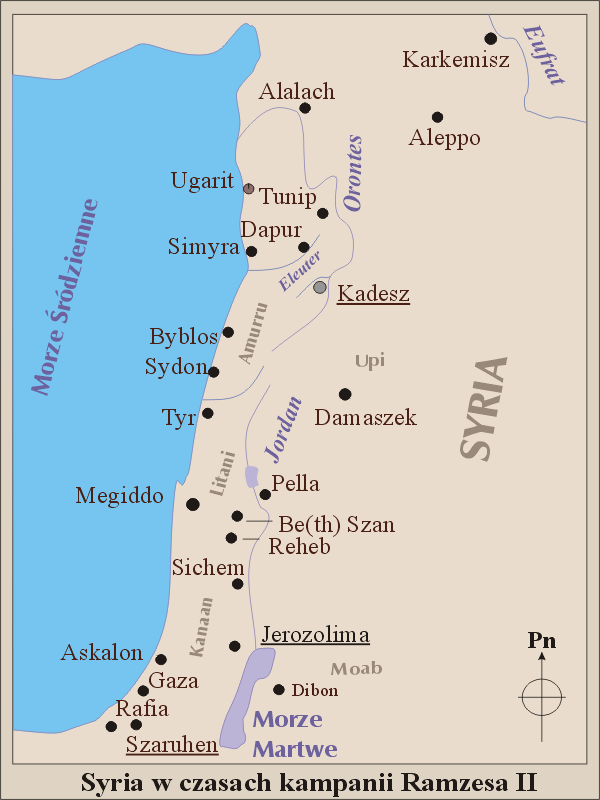
Starożytna Syria w XIII w. p.n.e.

Benteszina (XIII w. p.n.e.) – władca Amurru, wasal hetyckich królów Suppiluliumy I i Muwatalli II, syn Duppi-Teszupa.
W konflikcie pomiędzy państwem hetyckim a Egiptem, którego punktem kulminacyjnym była bitwa pod Kadesz (ok. 1275 p.n.e.), opowiedział się po stronie egipskiej. Gdy Ramzes II ze swą armią powrócił do Egiptu, Muwatalli II wkroczył do Amurru i pojmał Benteszinę, który za zdradę zesłany został do Hakpisz w Anatolii. Po objęciu władzy przez Hattusili III przywrócony został na tron Amurru. W traktacie podpisanym z królem hetyckim Benteszina zobowiązał się strzec hetyckiej rodziny królewskiej jak swej własnej. Aby przypieczętować traktat Benteszina pojął za żonę Gaszulijawę, córkę Hattusili III i Puduhepy, podczas gdy jedna z jego córek stała się żoną Nerikkaili, syna Hattusili III. Z tego właśnie okresu pochodzi list od babilońskiego króla Kadaszman-Enlila II do króla hetyckiego, w którym ten pierwszy oskarża Benteszinę o obrazę Babilonii w związku z zamordowaniem babilońskich kupców w Amurru.